# Mark Boyle (snooker)
Mark Boyle, škotski igralec snookerja, * 19. februar 1981.

## Kariera
Boyle se je prvič pridružil svetovni karavani v sezoni 2006/07.

## Osvojeni turnirji

### Amaterski turnirji
- Škotsko prvenstvo v blijardu - 2003
- Home Internationals (s Škotsko) - 2005
- Škotsko državno amatersko prvenstvo v snookerju - 2009

## Zasebno življenje
Boyle dela kot pismonoša v Glasgowu.